# クロスファイア (オンラインゲーム)
『クロスファイア』（Cross Fire、韓国語: 크로스파이어;、中国語: 穿越火线、ベトナム語: Đột Kích）は、韓国のスマイルゲートが開発したオンラインマルチプレイファーストパーソン・シューティングゲーム。
韓国をはじめ、日本、中国、ベトナム、フィリピン、北米地域およびイギリスでサービスが行われていた。
日本での運営はアラリオ → UtoPlanetが行っており、2008年2月23日にはオープンサービスが、2008年5月1日には正式サービスが始まっている。2018年3月31日にサービス終了。

## 沿革
- 2008年
  - 2月23日 - オープンサービス開始。
  - 5月1日 - 正式サービス開始。
  - 7月17日 - クランサーバが実装。
  - 8月7日 - 「CFでポン！」にリオコインガチャが実装。
  - 8月28日 - 観戦モード、リプレイモードが実装。
  - 8月28日 - 「CFでポン！」にGPガチャが実装。
  - 11月27日 - デスマッチモード実装。
- 2009年
  - 2月9日 - バウンティモード実装。
  - 2月23日 - サービス開始1周年。
  - 4月 - ゲームID登録者数20万人を突破。
  - 5月28日 - パンデミックモード実装。
  - 10月 - ゲームID登録者数30万人を突破。
- 2010年
  - 2月17日 - エスケープモード実装。
  - 2月23日 - サービス開始2周年。
  - 7月21日 - WEBショップオープン。
  - 8月 - ゲームID登録者数50万人を突破。
  - 8月13日～8月15日・・韓国にて「クロスファイア・アジアチャンピオンシップ」開催。参加国 - 日本、韓国、中国、
  - 8月20日 - 推奨PCがドスパラから登場。
  - 8月28日 - 初のオフラインイベントを秋葉原にて開催。
  - 9月18日 - 東京ゲームショウ2010の「FPS甲子園」に参加。
  - 9月29日 - 公認ネットカフェ開始。168店舗にてプレイ可能。
  - 11月2日～11月8日 - 初の世界大会「WORLD E-SPORTS MASTERS」を中国にて開催。参加国 - 日本、韓国、中国、アメリカ、インドネシア、フィリピン、カナダ、ベトナム
  - 11月24日 - ハンゲーム上で、チャネリングサービスを実施。
  - 12月4日 - オフラインイベントを代々木にて開催。
- 2010年
  - 2月23日 - サービス開始3周年。
- 2011年
  - 3月 - ゲームID登録者数60万人を突破。
  - 8月31日 - ヒーローモード実装。
- 2012年
  - 1月 - ゲームID登録者数75万人を突破。
  - 4月25日 - アンデッドモード実装。
  - 5月 - ゲームID登録者数100万人を突破。
- 2015年
  - 10月27日 - 株式会社Utoplanetが運営するプレグラに運営を移管[2]。
- 2016年
  - 2月25日 - クロスファイア2.0が実装。
- 2018年
  - 2月22日 - サービス終了が発表された[3]
  - 3月22日 - 日本クロスファイアの運営チームと開発チームからのメッセージを込めた動画がアップロードされた[4]。
  - 3月31日 - サービス終了[3]。

## メンテナンス
アップデートのための定期メンテナンスは毎週木曜日11時～15時まで（終了予定時刻よりも30分から1時間近く遅れる場合が多い）。ゲームに今すぐ改善しなければならない問題がある場合、臨時または緊急メンテナンスを行う。

## 世界のプレイ人口
- 日本：130万5952名のプレイヤーが参加したと発表している（2018年3月22日メッセージ動画公開時点）[4]。
- 中国：同時接続者数が400万人を記録したと発表している（2012年9月25日現在）。ちなみにこの数字は中国でサービス中のオンラインゲームの中でも史上最高となる記録。
- ベトナム：同時接続者数が8万人を記録したと発表している（2008年10月30日現在）。
- 北米：同時接続者数が1万人を記録したと発表している（2009年3月18日現在）。

## 大会
| 大会名                          | 開催日程               | 開催国           | 参加国または参加ゲーム                                                            | 日本の出場クラン | 順位                        |
| ------------------------------- | ---------------------- | ---------------- | --------------------------------------------------------------------------------- | ---------------- | --------------------------- |
| 『Asia Championship』           | 2010年8月13日～8月15日 | 韓国             | 日本・韓国・中国                                                                  | 『Vault』        | 優勝 中国 2位 日本 3位 韓国 |
| 『FPS甲子園』                   | 2010年9月18日          | 日本・東京       | クロスファイア・サドンアタック・STING・SPECIAL FORCE ・Another Day・ AVA・WarRock | 『Vault』        |                             |
| 『World E-Sports Masters 2010』 | 2010年11月2日～11月8日 | 中国             | 日本・韓国・中国・アメリカ・インドネシア・フィリピン・カナダ・ベトナム            | 『Vault』        | 優勝 中国 2位 ベトナム      |
| 『FPS甲子園2010冬』             | 2010年12月30日         | 日本・東京秋葉原 | クロスファイア・サドンアタック・STING・SPECIAL FORCE ・Another Day・ AVA・WarRock |                  |                             |

## オフライン大会
| 大会名                                                           | 開催日程      | 開催場所                                 | 参加人数                | 放送                   | メインイベント         |
| ---------------------------------------------------------------- | ------------- | ---------------------------------------- | ----------------------- | ---------------------- | ---------------------- |
| 「暑い夏からエスケープ！ クロスファイア エスケープ大会in秋葉原」 | 2010年8月28日 | 東京都千代田区アイ・カフェ AKIBA PLACE店 | 先着60名                | ニコニコ生放送 Ustream | エスケープの大会       |
| 「クロスファイア クリスマスオフライン大会in代々木」              | 2010年12月4日 | 東京都渋谷区ワイプ代々木北口駅前店       | 事前登録90名 当日枠10名 | ニコニコ生放送 Ustream | チームデスマッチの大会 |

## 公認ネットカフェ
2010年9月29日から公認ネットカフェが開始された。5月現在公認ネットカフェ店舗数は293店。
- ネットカフェ特典
  - 獲得GP＋50%増量
  - 獲得経験値＋50%増量
  - ネットカフェ限定ガチャカプセル（有料アイテム）
  - AK-47 Silver（有料アイテム）
  - Beretta AR70（有料アイテム）
  - Gatling Gun-Gold（有料アイテム）

## シナリオ
クロスファイアは、「テロの粉砕」という信念を持ち、世界中でテロリストとの戦闘を繰り広げている、テロ鎮圧傭兵部隊（民間軍事会社）GLOBAL RISK (GR) と、金のためなら何でもする国際テロリスト部隊BLACK LIST (BL) との戦いを描いたゲームとなっている。

## ゲームモード

### チームデスマッチ
- マップ数20。勝敗条件はKILLカウント制・時間制のどちらかを選択できる。
- 試合内容は一般戦、スナイパー戦、ハンドガン戦、ナイフ戦から選択することができる。

チームで戦うデスマッチモード。BLとGRのふたつのチームに分かれて戦う。死亡しても何度も復活できる。BLまたはGRが目標キル数に到達するとそのチームの勝利。
マップ
- T-Ship
- Mexico TD
- Train TD
- Monaco TD
- Factory TD
- Egypt TD
- P-Plant TD
- B-Widow TD
- Kairos TD
- Arena TD（ナイフ戦専用）
- Fortress TD
- CebuCity TD
- Chinese Palace TD
- Arena2（ナイフ戦専用）
- Prison（スナイパー戦専用）
- Mosque TD （スナイパー戦専用）
- OLD THEATER
- SEWERAGE（ナイフ戦専用）
- MARKET TD
- N.Station
- CQB

期間限定マップ
- CHRISTMAS TD （クリスマス期間限定マップ）

### チームマッチ
- マップ数14。勝敗条件は先に設定ラウンドを達した方が勝利。
- 試合内容は一般戦、スナイパー戦、ハンドガン戦、ナイフ戦から選ぶことができる。

BLとGRに分かれて戦う団体戦。BLは目標地点にC4爆弾を設置し爆破、GRはそれを阻止または解除すれば勝利。一度死亡すると、次のラウンドまでリスポーンできない。
マップ
- BlackWidow
- Mexico
- Ceyhan
- Sub Base
- Factory
- Eaglen Eye
- Port
- Mine
- Santoria
- Castle
- DesertStorm
- DownTown
- SATELLITE BASE
- ANKARA

### 殲滅戦
- マップ数11。勝敗条件は先に設定ラウンドを達した方が勝利。
- チームマッチとは違い、地面に落ちている武器を拾いながら戦うモード。敵チームを全滅させると勝利。

マップ
- Colombia（このマップのみ、武器を拾わず自分の武器で戦う）
- Cross Road
- Alaska
- DryWorld
- Arena（ナイフ戦専用）
- Arena2（ナイフ戦専用）
- Prison（スナイパー戦専用）
- Mosque（スナイパー戦専用）
- SEWERAGE（ナイフ戦専用）

期間限定マップ
- Halloween（ハロウィン期間限定マップ）
- CHRISTMAS （クリスマス期間限定マップ）

### ゴーストマッチ
- マップ数7。勝敗条件は先に設定ラウンドを達した方が勝利。
- BLとGRに分かれて戦う団体戦。BLは目標地点にC4爆弾を設置し爆破、GRはそれを阻止、または解除すれば勝利。一度死亡すると、次のラウンドまでリスポーンできない。BL側は近接武器しか使えないがゴーストキットという専用アイテムを着用し、透明状態になる。移動すると薄く姿が見える仕様。GRは全ての武器を使用可能。

マップ
- Laboratory
- Lost Relics
- Hakenkreuz
- Laboratory2
- Metro
- New Weapon Lab
- H-Interest GM

### バウンティモード
- マップ数12。基本ルールはチームマッチと同様だが、このモードはラウンド開始直後に武器を購入する形になっている。
- TPというポイントを貯めて武器を購入し、戦闘する。TPは敵を殺す、C4設置、解除などで貰える。自分の武器はMy武器庫で設定変更ができるようになっている。
- マップは全てチームマッチと同様。カウンターストライクによく似たモード。

マップ
- BlackWidow
- Mexico
- Ceyhan
- Sub Base
- Factory
- Eaglen Eye
- Port
- Mine
- Santoria
- Castle
- DesertStorm
- DownTown
- ANKARA

### デスマッチ
- 2008年11月27日実装。
- マップ数4。勝敗条件はKILLカウント制・時間制のどちらかを選択することができる。
- 試合内容は一般戦、スナイパー戦、ハンドガン戦、ナイフ戦から 選ぶことができる。
- デスマッチはプレイヤー全てが敵の個人戦。

マップ
- B-Widow DM
- Port DM
- Eagle Eye DM
- D-center

### パンデミック
- 2009年5月28日実装日。
- マップ数8。ゲームスタートから20 秒が経過すると、プレイヤー人数が2人以上8人未満だと1体、9人以上16人未満だと2体、宿主ゴーストがプレイヤーの中からランダムで選ばれ出現する。マスターゴーストは傭兵を攻撃して「感染」させ、ゴーストに変える。
- すべての傭兵を「感染」させることができればマスターゴーストの勝利、逆に、傭兵がすべてのゴーストを倒すか、タイムアウト時にひとりでも傭兵が生き残っていれば傭兵の勝利。

マップ
- 13th Zone
- Port
- H-Interest
- IXION
- Lost City
- Ruin mall
- 13th zone UG
- Merida

### ヒーローモード
- 2011年8月31日実装。
- ゲームスタートから20 秒が経過すると、プレイヤーの1人または2人がランダムでマスターゴーストに、1人はヒーローに変身する。
- ヒーローに選ばれると、メイン武器に「FAL-Camo(グレネードランチャーが付属)」が使用でき、外見が変更され、一度だけ感染を免れる防弾チョッキが着用される。
- マスターゴーストは傭兵を攻撃して「感染」させ、ゴーストに変える。
- 傭兵がゴーストを1人倒すごとに傭兵の銃器攻撃力が20％上昇する(最大200％まで)
- ゴーストはヘッドショット以外で倒された場合、5秒後に生き返る。
- すべての傭兵を「感染」させることができればゴーストの勝利、逆に傭兵がすべてのゴーストをヘッドショットで倒すか、タイムアウト時にひとりでも傭兵が生き残っていれば傭兵の勝利。
- マップは全てパンデミックと同様。

### Xeno Mode
- 2013年3月27日実装。
- マップはパンデミックモード、ヒーローモードで使用可能な8種類以外に2種類追加されており、MansionとDarkVillageが使用可能。
- ルールは基本的にヒーローモードと似ているが、新規キャラクターとして、傭兵陣営にコマンダー（スーパーヒーロー）と、感染者陣営にゼノ（ターミネーター）が登場する。両者とも非常に強力なキャラクターで、詳細については後述を参照。
- このモードではステージ開始後約20秒でゼノ、もしくは感染者とゼノがランダムで選出される。（人数により変動）
- 感染者側は銃による攻撃では死ぬことはなく、HPが0になった一秒後に初期形態のゴーストとして復活する。ただし、近接武器によるダメージによって倒された場合、復活ができなくなる。
- 生存者側は通常のモードに比べ大幅に攻撃力が上昇している。（初期状態で240パーセント、生存者が感染させられる事に10パーセントずつ上昇）生存者が全員感染させられるか、コマンダーが全員倒されると感染者側の勝利、生存者が一人でも生き延びるか、感染者が全員復活できなくなると生存者の勝利となる。
- 感染者側の新キャラクター”ゼノ”は、他のゴーストに比べ圧倒的な力を誇り、多少の銃撃ならものともせずに突き進むことができる強力なキャラクターである。具体的には体力、移動速度、攻撃力、リーチ、スキルなどどれをとっても最強で、1vs1で倒すことはほぼ不可能に近い。また、このキャラクターは復活する際に進化形態を戻されることなく、常に強力な状態を保つことができる。
- 生存者側の新キャラクター”コマンダー”は、ほかの生存者が全員、もしくは大多数が感染してしまった場合のみ、生き残った傭兵が変身できる。武器は近接武器のデュアルククリナイフのみとなっており、銃器を使用することはできない。しかし、このナイフの威力は絶大で、攻撃範囲も広く多段ヒットの攻撃パターンなので、初期ゴーストなら連続で叩き込めば瞬殺することも可能。ゼノとも対等に渡り合えるほどの強力なキャラクターである。
- このキャラクターは感染者の攻撃で感染せず、体力を削られる（体力は人数によって変動）システムとなっている。感染者側は、すべてのコマンダーを倒せば勝利となる。
- 生存者側はゼノが生存していると勝利するのが困難な為、よりプレイヤー同士が協力して攻撃を加え続けることが勝利へのカギとなる。

### エスケープモード
- 2010年2月17日実装。
- マップ数4。プレイヤーが脱出（攻）チームと、それを阻止（守）するチームに分かれて、前後半戦で行われるゲームモード。
- チームデスマッチ同様、死亡しても何度もリスポーンできる。リスポーン時間はチームデスマッチ、デスマッチより速い3秒に設定されている。
- 設定された脱出ポイントに何人（何度）到達できたかがポイントになり、Colombiaは障害物を破壊しないと脱出できない。
- 一定人数が脱出に成功するか,10分が経過すると前半が終了し、攻守が入れ替わる。うまく味方を援護し（され）つつ、敵の妨害を振り切って脱出ポイントを目指すモード。

マップ
- Relic
- Headquarters
- CARGO
- Colombia

### シャドーモード
- 2013年11月27日実装
- プレイヤーがゴーストと傭兵に分かれて、行われるゲームモード。
- ゴースト、傭兵にはそれぞれ特徴がある。
- シャドーモードの中にさらに2種類のモードがある。

モード
- 感染
  - ラウンド制で行われるモード。ゴースト側は傭兵を、傭兵はゴーストを攻撃し、倒すと相手は味方になりリスポーンする。
  - 制限時間の2分内に全員を感染させるか、2分経った時にプレイヤー数の多かった方が勝ちとなる。
- 殲滅
  - リスポーンはせず、相手を全員倒したほうの勝ちとなる。

キャラクターの特徴
- ゴースト
  - 近接武器しか使用できないが、透明になることができる。走れば走るほど透明になる仕様で、透明化は三段階になっている。
  - 一段階目は傭兵から確認できる程度の透明化、二段階目は完全に透明になるが、移動の軌跡が見える、三段階目は、完全に透明となっている
- 傭兵
  - すべての武器が使えるが、透明化ができない。
- マップはLOST CASTLE1つのみ。

## 登場武器
武器の種類は『メイン武器』『サブ武器』『近接武器（ナイフ系）』『手投げ弾』に分かれており、それぞれに4つまで武器をセット可能。その中から各種一つずつを選択して戦う事になる。さらにメイン武器は、アサルトライフル (AR)、サブマシンガン (SMG)、スナイパーライフル (SR)、ショットガン (SG)、マシンガン (MG) に分類される。
ほぼ全ての武器が、実在する銃器をモチーフとしている。

### 武器（メイン武器）
- 装弾数の表記は「1マガジン弾数/総弾数」である

#### アサルトライフル
高い威力と連射性能により、遠近ともに対応できるバランスの良さが強み。銃によっては遠距離でもヘッドショットで一撃死させることが可能。
- 65種類

| 名称                  | 実銃名称            | 価格             | 売却価格 | 装弾数 | 備考                                                                                                  |
| --------------------- | ------------------- | ---------------- | -------- | ------ | --- |
| M4A1                  | M4A1                | 38000GP          | 13300GP  | 30/120 | |
| M4A1-Gold             | M4A1                | GPガチャ         | 17500GP  | 35/140 | |
| M4A1-Stripe           | M4A1                | リオコインガチャ |          | 35/140 | |
| M4A1-Xmas             | M4A1                | リオコインガチャ |          | 35/140 | |
| M4A1-Halloween        | M4A1                | リオコインガチャ |          | 35/140 | |
| M4A1-Pink             | M4A1                | リオコインガチャ |          | 35/140 | |
| M4A1-WEM              | M4A1                | イベント配布     |          | 30/90  | |
| M4A1-Silencer         | M4A1                | 45000GP          | 15750GP  | 30/120 | サイレンサー付き                                                                                      |
| M4A1-Silencer-Camo    | M4A1                | イベント配布     |          | 35/140 | サイレンサー付き                                                                                      |
| M4A1-Silencer-Sakura  | M4A1                | リオコインガチャ |          | 35/140 | サイレンサー付き                                                                                      |
| M4A1-Silencer-Mori    | M4A1                | イベント配布     |          | 35/140 | サイレンサー付き                                                                                      |
| M4A1-Silencer-RD      | M4A1                | リオコインガチャ |          | 35/140 | サイレンサー付き                                                                                      |
| M4A1-Silencer-Crystal | M4A1                | イベント配布     | 17500GP  | 35/140 | サイレンサー付き                                                                                      |
| M4A1-Silencer-Silver  | M4A1                | リオコインガチャ |          | 35/140 | サイレンサー付き                                                                                      |
| M4A1-Silencer-Bronze  | M4A1                | リオコインガチャ |          | 35/140 | サイレンサー付き                                                                                      |
| M4A1-Custom           | M4A1                | リオコインガチャ |          | 30/120 | サイレンサー、スコープ機能搭載。右クリックで使用できる。                                              |
| M4A1-C-Crystal        | M4A1                | リオコインガチャ |          | 35/140 | サイレンサー、スコープ機能搭載。右クリックで使用できる。                                              |
| M16A1                 | M16A1               | 32000GP          | 11200GP  | 30/120 | |
| M16A1-S-Camo          | M16A1               | リオコインガチャ |          | 35/140 | 1.6倍ズームスコープ搭載。右クリックで使用できる。                                                     |
| M16A2                 | M16A2               | リオコインガチャ |          | 35/140 | |
| M16A4                 | M16A4               | リオコインガチャ |          | 35/140 | サイレンサー付き                                                                                      |
| AK-47                 | AK-47               | 30000GP          | 10500GP  | 30/120 | |
| AK-47 GOLD            | AK-47               | リオコインガチャ |          | 30/120 | |
| AK-47 Silver          | AK-47               | リオコインガチャ |          | 30/120 | |
| AK-47-Halloween       | AK-47               | リオコインガチャ |          | 35/140 | |
| AK-47-Xmas            | AK-47               | リオコインガチャ |          | 35/140 | |
| AK-47 Jasmine         | AK-47               | リオコインガチャ |          | 35/140 | |
| AK-47-WEM             | AK-47               | イベント配布     |          | 30/90  | |
| AK-47 Knife           | AK-47               | リオコインガチャ |          | 30/120 | AK-47の銃剣搭載モデル。右クリックで銃剣が使用できる。                                                 |
| AK-47 Knife-BS        | AK-47               | リオコインガチャ |          | 35/140 | AK-47の銃剣搭載モデル。右クリックで銃剣が使用できる。                                                 |
| AK-47 Knife-RD        | AK-47               | リオコインガチャ |          | 40/160 | AK-47の銃剣搭載モデル。右クリックで銃剣が使用できる。                                                 |
| AK-47 Black           | AK-47               | リオコインガチャ |          | 35/140 | 1.5倍ズームスコープ搭載。右クリックで使用できる。                                                     |
| AK-47 Scope BS        | AK-47               | リオコインガチャ |          | 35/140 | 1.5倍ズームスコープ搭載。右クリックで使用できる。                                                     |
| AK-47 Scope RD        | AK-47               | リオコインガチャ |          | 40/160 | 1.5倍ズームスコープ搭載。右クリックで使用できる。                                                     |
| AK-74                 | AK-74               | 34000GP          | 11900GP  | 30/120 | |
| AKS-74U               | AKS-74U             | リオコインガチャ |          | 30/120 | |
| AN94                  | AN94                | 45000GP          | 15750GP  | 30/120 | |
| AN94-Scope            | AN94                | リオコインガチャ |          | 35/140 | 1.5倍ズームスコープ搭載。右クリックで使用できる。                                                     |
| Steyr AUG A1          | Steyr AUG A1        | 42000GP          | 14700GP  | 30/120 | 1.5倍ズームスコープ搭載。右クリックで使用できる。                                                     |
| Steyr AUG A1-RD       | Steyr AUG A1        | リオコインガチャ |          | 35/140 | 1.5倍ズームスコープ搭載。右クリックで使用できる。                                                     |
| Steyr AUG A1-Camo     | Steyr AUG A1        | リオコインガチャ |          | 35/140 | 1.5倍ズームスコープ搭載。右クリックで使用できる。                                                     |
| Steyr AUG A1-WEM      | Steyr AUG A1        | イベント配布     |          | 30/90  | 1.5倍ズームスコープ搭載。右クリックで使用できる。                                                     |
| QBZ95                 | 95式自動歩槍        | 49000GP          | 17150GP  | 30/120 | |
| QBZ95-Adv             | 95式自動歩槍        | リオコインガチャ |          | 35/140 | 3点バースト搭載。右クリックで使用できる。                                                             |
| TAR21                 | IMI タボールAR21    | 40000GP          | 14000GP  | 30/120 | 1.5倍ズームスコープ搭載。右クリックで使用できる。                                                     |
| XM8                   | H&K XM8             | 49000GP          | 17150GP  | 30/120 | スコープ機能搭載。右クリックで使用できる。                                                            |
| XM8-3Shot             | H&K XM8             | リオコインガチャ |          | 30/120 | スコープ機能搭載。右クリックで使用できる。 スコープ使用時は3点バーストになる。                        |
| G36K                  | G36K                | 45000GP          | 15750GP  | 30/120 | スコープ機能搭載。右クリックで使用できる。                                                            |
| Ruger MINI-14         | ミニ14              | リオコインガチャ |          | 30/120 | |
| M14 EBR               | MK14 EBR            | リオコインガチャ |          | 30/120 | |
| ACR                   | ブッシュマスターACR | リオコインガチャ | 30/120   |        | |
| LR 300 ML             | LR 300 ML           | リオコインガチャ |          | 30/120 | |
| FAMAS                 | FA-MAS              | 49000GP          | 17150GP  | 25/125 | 右クリックで3点バーストが使用できる。                                                                 |
| SG552                 | SIG SG552           | 48000GP          | 16800GP  | 30/120 | 1.5倍ズームスコープ搭載。右クリックで使用できる。                                                     |
| SSG552-WEM            | SIG SG552           | イベント配布     |          | 30/90  | 1.5倍ズームスコープ搭載。右クリックで使用できる。                                                     |
| SCAR-Light            | FN SCAR             | 55000GP          | 19250GP  | 35/140 | |
| SCAR-Light-Gold       | FN SCAR             | GPガチャ         | 17500GP  | 35/140 | |
| SCAR-Heavy            | FN SCAR             | 55000GP          | 19250GP  | 35/140 | |
| SCAR-Heavy B          | FN SCAR             | リオコインガチャ |          | 40/160 | |
| SCAR-HeavyRD          | FN SCAR             | リオコインガチャ |          | 40/160 | |
| Beretta AR70          | ベレッタAR70        | リオコインガチャ |          | 35/140 | |
| Beretta AR70 RD       | ベレッタAR70        | リオコインガチャ |          | 40/160 | |
| Type 89               | 89式5.56mm小銃      | リオコインガチャ |          | 30/120 | サイレンサー,スコープ機能搭載。右クリックで使用できる。                                               |
| FAL Custom            | FN FAL              | GPガチャ         |          | 30/120 | 1.5倍ズームスコープ搭載。右クリックでが使用できる。 映画「ASSAULT GIRLS」とのタイアップで実装された。 |
| Galil                 | IMI ガリル          | リオコインガチャ |          | 35/140 | |

#### サブマシンガン
銃の中で最高の連射速度にもかかわらず反動が少なく、軽量であるため扱いやすい。反面、距離による威力の減衰が激しく、頭に当てても殺しきれない場合が多い。
- 23種類

| 名称                 | 実銃名称      | 価格             | 売却価格               | 装弾数 | 備考                                       |
| -------------------- | ------------- | ---------------- | ---------------------- | ------ | ------------------------------------------ |
| mini UZI             | mini UZI      | 29000GP          | 10150GP                | 32/160 |                                            |
| Dual UZI             | Dual UZI      | 45000GP          | 15750GP                | 50/150 |                                            |
| Dual UZI-Gold        | Dual UZI      | リオコインガチャ |                        | 60/180 |                                            |
| Dual UZI-Pink        | Dual UZI      | リオコインガチャ |                        | 60/180 |                                            |
| MP5                  | MP5           | 32000GP          | 11200GP                | 30/150 |                                            |
| MP5-Halloween        | MP5           | イベント配布     | 永久が無い為、売却不可 | 40/160 |                                            |
| MP5-Xmas             | MP5           | リオコインガチャ |                        | 40/160 |                                            |
| MP5-WEM              | MP5           | イベント配布     | 永久が無い為、売却不可 | 30/90  |                                            |
| MP5KA4               | MP5KA4        | リオコインガチャ |                        | 40/160 |                                            |
| MP7                  | MP7           | 40000GP          | 14000GP                | 40/160 |                                            |
| Micro-GALIL          | IMI ガリル    | 38000GP          | 13300GP                | 35/140 |                                            |
| Micro GALIL-Scope    | IMI ガリル    | リオコインガチャ |                        | 50/150 | スコープ機能搭載。右クリックで使用できる。 |
| Micro GALIL-Silencer | IMI ガリル    | リオコインガチャ |                        | 50/150 | サイレンサー付き                           |
| M12s                 | M12s          | イベント配布     |                        | 40/160 |                                            |
| P90                  | FN P90        | 36000GP          | 12600GP                | 50/150 |                                            |
| P90-WEM              | FN P90        | イベント配布     | 永久が無い為、売却不可 | 50/150 |                                            |
| Kriss Super V        | Kriss Super V | 40000GP          | 14000GP                | 35/105 |                                            |
| Kriss Super V-Camo   | Kriss Super V | リオコインガチャ |                        | 40/120 |                                            |
| Kriss Super V-Tiger  | Kriss Super V | イベント配布     | 永久が無い為、売却不可 | 40/120 |                                            |
| SR-2M VERESK         | SR-2M VERESK  | リオコインガチャ |                        | 35/105 |                                            |
| K1A                  | K1A           | 49000GP          | 17150GP                | 30/150 |                                            |
| Thompson             | Thompson      | 53000GP          | 18550GP                | 60/180 |                                            |
| Thompson-Gold        | Thompson      | リオコインガチャ |                        | 70/210 |                                            |

#### スナイパーライフル
装着されたスコープにより遠距離からでも確実なダメージが期待できる。
銃によっては、体に当てさえすれば即死させることができる。しかし連続して撃つことができず、弾を外してしまうと致命的な隙ができてしまう。
- 24種類

| 名称            | 実銃名称         | 価格             | 売却価格               | 装弾数 | 備考                                              |
| --------------- | ---------------- | ---------------- | ---------------------- | ------ | ------------------------------------------------- |
| M700            | レミントンM700   | 43000GP          | 15050GP                | 10/30  |                                                   |
| DRAGUNOV        | ドラグノフ狙撃銃 | 48000GP          | 16800GP                | 10/30  |                                                   |
| DSR-1           | DSR-1            | 45000GP          | 15750GP                | 5/35   |                                                   |
| DSR-1-DC        | DSR-1            | リオコインガチャ |                        | 10/40  |                                                   |
| PSG-1           | PSG-1            | イベント配布     |                        | 10/30  |                                                   |
| PSG-1-RD        | PSG-1            | リオコインガチャ |                        | 15/60  |                                                   |
| MSG90           | MSG90            | リオコインガチャ |                        | 10/40  |                                                   |
| AWM             | L96A1            | 59000GP          | 20650GP                | 10/40  |                                                   |
| AWM-WEM         | L96A1            | イベント配布     | 永久が無い為、売却不可 | 10/30  |                                                   |
| AWM-heavy       | L96A1            | リオコインガチャ |                        | 10/40  |                                                   |
| AWM-Mori        | L96A1            | リオコインガチャ |                        | 10/40  |                                                   |
| AWM-Gold        | L96A1            | リオコインガチャ |                        | 10/40  |                                                   |
| AWM-RD          | L96A1            | リオコインガチャ |                        | 10/40  |                                                   |
| AWM-Stripes     | L96A1            | リオコインガチャ |                        | 10/40  |                                                   |
| AWM-Pink        | L96A1            | リオコインガチャ |                        | 10/40  |                                                   |
| AWM-BlueDiamond | L96A1            | リオコインガチャ |                        | 15/45  |                                                   |
| AWM-Xmas        | L96A1            | リオコインガチャ |                        | 10/40  |                                                   |
| TRG-21          | TRG-21           | リオコインガチャ |                        | 10/40  |                                                   |
| Barrett         | バレットM82      | リオコインガチャ |                        | 10/30  |                                                   |
| Barrett-RD      | バレットM82      | リオコインガチャ |                        | 15/45  |                                                   |
| FR F2           | FR F2            | リオコインガチャ |                        | 10/40  |                                                   |
| SL8             | SL8              | リオコインガチャ |                        | 20/40  |                                                   |
| Knight SR25     | SR-25            | リオコインガチャ |                        | 10/30  |                                                   |
| RAI Model 500   | RAI Model 500    | GPガチャ         | 永久が無い為、売却不可 | 5/25   | 映画「ASSAULT GIRLS」とのタイアップで実装された。 |

#### ショットガン
1回の射撃で複数の弾を広範囲に拡散させて攻撃する銃。弾一発あたりの威力は低いが、複数同時に命中させれば一撃死も期待できる。
リロード中でも撃てる・走りながらでもリコイルの影響を受けにくい、などが特徴的。
- 11種類

| 名称                 | 実銃名称             | 価格             | 売却価格               | 装弾数 | 備考                                                          |
| -------------------- | -------------------- | ---------------- | ---------------------- | ------ | ------------------------------------------------------------- |
| XM1014               | ベネリ M4 スーペル90 | 39000GP          | 13650GP                | 6/36   |                                                               |
| XM1014-WEM           | ベネリ M4 スーペル90 | イベント配布     | 永久が無い為、売却不可 | 7/28   |                                                               |
| SPAS-12              | フランキ・スパス12   | 43000GP          | 15050GP                | 8/40   |                                                               |
| Dual Desperado       | Dual Desperado       | 44000GP          | 15400GP                | 8/32   |                                                               |
| JackHammer           | JackHammer           | リオコインガチャ |                        | 10/30  |                                                               |
| JackHammer-Halloween | JackHammer           | リオコインガチャ |                        | 12/36  |                                                               |
| M37 Stakeout         | M37                  | リオコインガチャ |                        | 5/35   |                                                               |
| Remington870         | レミントンM870       | GPガチャ         |                        | 7/35   |                                                               |
| Remington870-Knife   | レミントンM870       | GPガチャ         |                        | 7/35   | Remington870の銃剣搭載モデル。 右クリックで銃剣が使用できる。 |
| AA-12                | AA-12                | リオコインガチャ |                        | 20/40  |                                                               |
| M1216                | M1216                | アンデッド報酬   |                        | 12/48  |                                                               |

#### マシンガン
アサルトライフル並の威力と連射性能を持ちながら、装弾数が大幅に増加している機関銃。
ほとんどリロードすることなく連続した戦闘が可能となっている。
しかし連射時の反動は大きいので、弾幕を活かすにはリコイルコントロールが必須であり、移動速度も遅めなため全体的に見れば扱いには慣れが必要である。
- 12種類

| 名称                  | 実銃名称       | 価格             | 売却価格 | 装弾数  | 備考 |
| --------------------- | -------------- | ---------------- | -------- | ------- | ---- |
| M60                   | M60            | 49000GP          | 17150GP  | 100/200 |      |
| M60-WEM               | M60            | イベント配布     |          | 100/200 |      |
| M60-Adv               | M60            | 54000GP          | 18900GP  | 150/300 |      |
| RPK                   | RPK            | 50000GP          | 17500GP  | 75/225  |      |
| RPK-Camo              | RPK            | リオコインガチャ |          | 110/330 |      |
| RPK-Gold              | RPK            | リオコインガチャ |          | 110/330 |      |
| FN M249 Minimi        | ミニミ軽機関銃 | リオコインガチャ |          | 100/200 |      |
| Ultimax100            | Ultimax100     | リオコインガチャ |          | 100/200 |      |
| MG3                   | MG3            | リオコインガチャ |          | 100/200 |      |
| Gatling Gun           | Gatling Gun    | リオコインガチャ |          | 150/300 |      |
| Gatling Gun-Gold      | Gatling Gun    | リオコインガチャ |          | 175/350 |      |
| Gatling Gun-Halloween | Gatling Gun    | リオコインガチャ |          | 175/350 |      |

#### ライフル
ショトガンとは違い、単発の威力を重視した武器
- 2種類

| 名称              | 実銃名称              | 価格             | 売却価格 | 装弾数 | 備考 |
| ----------------- | --------------------- | ---------------- | -------- | ------ | ---- |
| Winchester-R      | ウィンチェスターM1894 | リオコインガチャ |          | 8/32   |      |
| Winchester-R Gold | ウィンチェスターM1894 | CFL景品          |          | ?/?    |      |

### 武器（サブ武器）
主武装がリロードを迫られているがリロードしづらい状況であるときなどにハンドガンに持ち替える、といった使い方が主。
移動目的でナイフを持ちたいが、敵が現れる可能性がある場合、ナイフよりは少々重いが代わりにハンドガン、という使い方もある。
- 27種類
- 装弾数の表記は「1マガジン弾数/総弾数」である

| 名称                       | 実銃名称           | 価格             | 売却価格 | 装弾数 | 備考                                              |
| -------------------------- | ------------------ | ---------------- | -------- | ------ | ------------------------------------------------- |
| Beretta M9                 | ベレッタM92        | 13000GP          | 4550GP   | 15/75  |                                                   |
| SIG P228                   | P228               | 15000GP          | 5250GP   | 13/52  |                                                   |
| Desert Eagle               | Desert Eagle       | 36000GP          | 12600GP  | 7/42   |                                                   |
| Desert Eagle-Gold          | Desert Eagle       | 40000GP          | 14000GP  | 7/42   |                                                   |
| Desert Eagle-Scope         | Desert Eagle       | GPガチャ         |          | 7/42   | スコープ機能搭載。右クリックで使用できる。        |
| Desert Eagle-Crystal       | Desert Eagle       | GPガチャ         |          | 9/45   |                                                   |
| Desert Eagle-Silver        | Desert Eagle       | GPガチャ         |          | 9/45   |                                                   |
| Desert Eagle-Bronze        | Desert Eagle       | GPガチャ         |          | 9/45   |                                                   |
| Desert Eagle-Stripe        | Desert Eagle       | リオコインガチャ |          | 9/45   |                                                   |
| Desert Eagle-Xmas          | Desert Eagle       | リオコインガチャ |          | 9/45   |                                                   |
| Desert Eagle-WEM           | Desert Eagle       | イベント配布     |          | 7/35   |                                                   |
| Anaconda                   | コルト・アナコンダ | 48000GP          | 16800GP  | 6/36   |                                                   |
| Anaconda-Black             | コルト・アナコンダ | GPガチャ         |          | 6/36   |                                                   |
| Anaconda-Gold              | コルト・アナコンダ | リオコインガチャ |          | 8/40   |                                                   |
| GLOCK-18                   | GLOCK-18           | 25000GP          | 8750GP   | 20/80  | 右クリックで3点バーストが使用できる。             |
| USP                        | H&K USP            | GPガチャ         |          | 12/72  |                                                   |
| PPK                        | ワルサーPPK        | GPガチャ         |          | 7/42   | 映画「ASSAULT GIRLS」とのタイアップで実装された。 |
| COLT1911                   | M1911              | 27000GP          | 9450GP   | 7/42   |                                                   |
| COLT1911-WEM               | M1911              | イベント配布     |          | 7/42   |                                                   |
| Dual Colt                  | M1911              | リオコインガチャ |          | 24/72  |                                                   |
| Dual Colt-Gold             | M1911              | リオコインガチャ |          | 24/72  |                                                   |
| Dual Colt-RD               | M1911              | リオコインガチャ |          | 24/72  |                                                   |
| Mauser M1896               | モーゼルC96        | リオコインガチャ |          | 15/45  | 右クリックで3点バーストが使用できる。             |
| Mauser M1896-Gold          | モーゼルC96        | リオコインガチャ |          | 18/54  | 右クリックで3点バーストが使用できる。             |
| Dual Double Barrel         | Double Barrel      | リオコインガチャ |          | 4/24   |                                                   |
| Dual Double Barrel-Gold    | Double Barrel      | リオコインガチャ |          | 4/36   |                                                   |
| Dual Double Barrel-Crystal | Double Barrel      | リオコインガチャ |          | 4/36   |                                                   |

### 武器（近接武器）
- 15種類

| 名称             | 実名称           | 価格                         | 備考                                   |
| ---------------- | ---------------- | ---------------------------- | -------------------------------------- |
| KNIFE            | サバイバルナイフ | 初期武器のため、期限はない。 |                                        |
| KNIFE-Stripe     | サバイバルナイフ | リオコインガチャ             |                                        |
| KNIFE-WEM        | サバイバルナイフ | イベント配布                 |                                        |
| BC-Axe           | 斧               | 4500GP（7日）                |                                        |
| BC-Axe-Gold      | 斧               | リオコインガチャ             |                                        |
| BC-Axe-Xmas      | 斧               | リオコインガチャ             |                                        |
| BC-Axe-WEM       | 斧               | イベント配布                 |                                        |
| Shovel           | シャベル         | 4500GP（7日）                |                                        |
| Shovel RD        | シャベル         | リオコインガチャ             |                                        |
| Shovel-Halloween | シャベル         | リオコインガチャ             |                                        |
| Katana           | 刀               | 8000GP（7日）                |                                        |
| Katana-Gold      | 刀               | GPガチャ                     | この武器のみ永久があるが売却できない。 |
| Kukuri           | ククリ           | 6000GP（7日）                |                                        |
| keris            | クリス (短剣)    | GPガチャ                     |                                        |
| Police Stick     | 警棒             | GPガチャ                     |                                        |
| SPANNER          | スパナ           |                              |                                        |

### 武器（手榴弾）
| 名称          | 価格          | 売却価格 | 備考 |
| ------------- | ------------- | -------- | --- |
| GRENADE       | 3000GP        | 1050GP   | |
| GRENADE-WEM   | イベント配布  |          | |
| GRENADE-S     | 2800GP（7日） |          | GRENADEより効果範囲が広くなった手榴弾。                                                                           |
| 感染手榴弾    | 1800GP（7日） |          | 通常の手榴弾より高いダメージと広い攻撃範囲を持っている。 ただし、パンデミックモードでしか使用することができない。 |
| 呪いの人形    | イベント配布  |          | 2009年ハロウィン記念手榴弾                                                                                        |
| カボチャボム  | イベント配布  |          | 2009年ハロウィン記念手榴弾                                                                                        |
| Ghost-G       | 3000GP（7日） |          | 2010年ハロウィン記念手榴弾                                                                                        |
| Heart-Grenade | 3000GP（7日） |          | |
| Lotus Grenade | 3000GP（7日） |          | |
| Smile Grenade | 3000GP（7日） |          | |
| FLASHBANG     | 2000GP        | 700GP    | 殺傷力はないが、大音響と強力な閃光を発するため一定時間、敵の視界を無力化することができる。                        |
| FLASHBANG-WEM | イベント配布  |          | 殺傷力はないが、大音響と強力な閃光を発するため、一定時間、敵の視界を無力化することができる。                      |
| SMOKE         | 2000GP        | 700GP    | 殺傷力はない。目標範囲に煙を噴射し、一定時間、敵の視野を遮断することができる                                      |
| SMOKE-WEM     | イベント配布  |          | 殺傷力はない。目標範囲に煙を噴射し、一定時間、敵の視野を遮断することができる                                      |
| SMOKE RED     | 3000GP（7日） |          | 殺傷力はない。目標範囲に赤い煙を噴射し、一定時間、敵の視野を遮断することができる。                                |
| SMOKE BLUE    | 3000GP（7日） |          | 殺傷力はない。目標範囲に青い煙を噴射し、一定時間、敵の視野を遮断することができる。                                |

## キャラクター
| ゲーム内名称 | 正式名称              | 所属国         | 性別 |
| ------------ | --------------------- | -------------- | ---- |
| SWAT         | SWAT                  | アメリカ合衆国 | 男   |
| SAS          | Special Air Service   | イギリス       | 男   |
| OMON         | OMON 民警特殊任務部隊 | ロシア         | 男   |
| T.C.T        | 第707特殊任務大隊     | 大韓民国       | 男   |
| GSG9         | GSG-9                 | ドイツ         | 男   |
| Navy seals   | Navy SEALs            | アメリカ合衆国 | 男   |
| M.O.S        | ゲームオリジナル      | 不明           | 男   |
| ULP          | ゲームオリジナル      | イギリス       | 女   |
| L.R.F        | ゲームオリジナル      | 不明           | 女   |
| S.W.F        | ゲームオリジナル      | 不明           | 女   |
| SWAT2        | ゲームオリジナル      | アメリカ合衆国 | 女   |

## 未実装武器
他国で実装されている武器。名称は全て仮のもの（違った名称で実装される事があるため）。
- アサルトライフル
  - SG552-Camo
  - M16A1-Silencer-Camo
  - M4A1-Custom-Camo
  - AN94-Halloween
  - K2
  - TYPE89（既存のType89からスコープとサイレンサーを除いた物）
  - LR300ML
- サブマシンガン
  - MP7-Silencer-Camo
  - MP7-Black
  - MP5-Silencer
- サブ武器
  - Desert Eagle-Camo
  - Desert Eagle-Tiger
  - G
  - Dual Double Barrel-Silver
  - Dual Double Barrel-Bronze